# Thallarcha albicollis
Espèce
Thallarcha albicollis est une espèce de lépidoptères (papillons) de la famille des Erebidae et de la sous-famille des Arctiinae.
On la trouve en Australie, y compris en Tasmanie.